# 맹인에 관한 서한

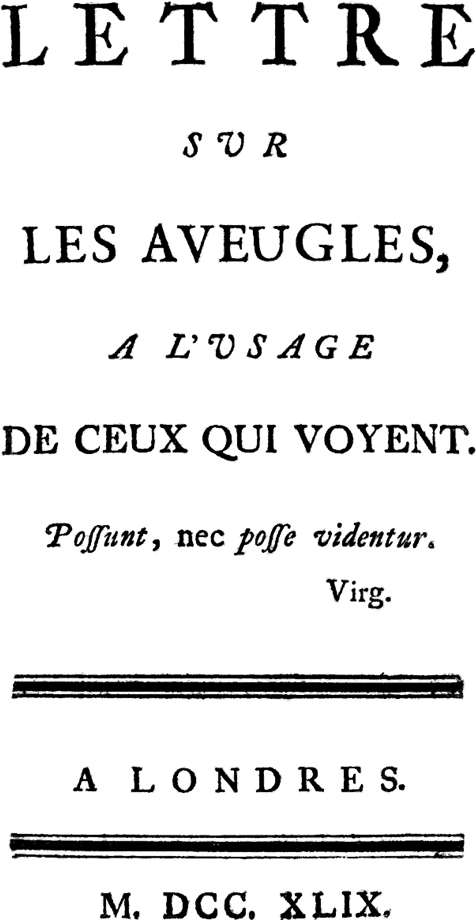

맹인에 관한 서한은 드니 디드로의 저서이다.

## 소개
≪맹인에 관한 서한≫은 디드로 최초의 독창적인 작품으로 평생을 바친 ≪백과전서≫를 완성하도록 만든 계기가 될 만큼 그의 사상과 행동에 큰 변화를 가져다준 작품이다. 맹인의 심리와 반응을 연구함으로써 진리는 객관적인 것이며 우리의 경험에 의해 판단되는 것임을 밝히면서 무신론적, 유물론적 견해를 펼치고 있다. 이 책의 간행으로 그는 석 달간 수감되었는데, 이 수감 생활이 그의 행동과 처세술에 변화를 일으키는 계기가 되었다. 이런 점에서 이 책은 청년기를 마감하고 미래의 ≪백과전서≫를 완성시키는, 계몽 사상가로서의 자질을 체득하게 해준 작품이라 할 수 있다.
1749년에 출간된 ≪맹인에 관한 서한≫과 그로부터 33년이 지난 1782년에 발표한 ＜맹인에 관한 서한의 보충＞이 실려 있다. 제목이 말해주는 것처럼 이 작품의 서술 형식은 편지다. 이 편지의 수신자로 설정된 부인은 그의 애인이었던 퓌지외 부인으로 추측된다. 1782년, 노년에 이른 디드로는 ＜맹인에 관한 서한의 보충＞을 발표한다. 여기서는 다른 맹인, 즉 멜라니 드 살리냐크 양의 경험이 언급된다. 이 글을 통해 디드로는 ≪맹인에 관한 서한≫에 서술된 주장의 근거를 밝히거나 앞에서의 주장을 부분적으로 수정하고 있다.
당시, 많은 철학자들은 맹인 심리에 깊은 관심을 갖고 있었다. 인식에 관한 이론과, 감각에서 판단으로의 이행 과정에 중심이 되는 추상적인 문제가 시력을 회복한 맹인의 반응을 연구함으로써 밝혀질 수 있을 것이라는 기대를 갖고 있었기 때문이다. 여기에서 디드로가 맹인의 문제에 접근하는 방식은 대단히 실증적이며 실험심리학적이다.
≪맹인에 관한 서한≫에서는 신의 존재를 증명해 주는 “자연의 경이로움”은 허물어지고 신은 존립의 여지가 사라져버렸다. 인식은 객관적으로 존재하는 사물이 우리의 뇌리에 반영된 것에 불과하기 때문에, 볼 수 있는 사람과 맹인이 동일하게 사물을 인식한다. 진리는 객관적인 것이고 그것이 진리인지 아닌지는 경험에 의해 확인되는 것이다. 디드로는 결국 ≪맹인에 관한 서한≫에서 완전히 유물론적인 인식론에 도달하게 된다. 이와 같이 ≪맹인에 관한 서한≫은 ≪자연의 해석≫(1754)에서 ≪달랑베르의 꿈≫, ≪생리학 요강≫(1774∼1781)으로 이어지는 디드로 사상의 발전 과정의 진정한 출발점이라는 중요한 의미를 지닌다.